# Nguyễn Phúc Nguyên Chương
Nguyễn Phúc Nguyên Chương (sinh năm 1974) là cầu thủ bóng đá của đội Cảng Sài Gòn và đội tuyển Việt Nam. Anh được triệu tập vào đội tuyển Việt Nam tham dự SEA Games 19 (1997). Sau khi giã từ sự nghiệp thi đấu anh tham gia vào ban huấn luyện đội TP.HCM. Năm 2010 anh được đôn lên làm huấn luyện viên đội TP.HCM thay cho Võ Hoàng Bửu và nắm đội được 4 tháng. Hiện nay anh đang tham gia công tác huấn luyện của đội trẻ PVF